# Municipio de Ossineke
El municipio de Ossineke (en inglés, Ossineke Township) es un municipio del condado de Alpena, Míchigan, Estados Unidos. Tiene una población estimada, a mediados de 2021, de 1641 habitantes.

## Geografía
Está ubicado en las coordenadas 44°52′34″N 83°39′49″O / 44.87611, -83.66361 (44.875984, -83.663627). Según la Oficina del Censo de los Estados Unidos, tiene una superficie total de 277.8 km², de la cual 273.9 km² corresponden a tierra firme y 3.9 km² son agua.

## Demografía
Según el censo de 2020, en ese momento había 1635 personas residiendo en la zona. La densidad de población era de 6.0 hab./km². El 95.3 % de los habitantes eran blancos, el 0.1 % eran amerindios, el 0.2 % eran asiáticos, el 0.2 % eran de otras razas y el 4.2 % eran de una mezcla de razas. Del total de la población, el 1.0 % eran hispanos o latinos de cualquier raza.